# Preposició
Una preposició és una categoria gramatical que s'encarrega de relacionar un element sintàctic —per exemple, un verb— amb els seus complements. La preposició és una categoria invariable, és a dir, que no té ni gènere ni nombre. El seu nom ve donat perquè es col·loca davant de la paraula que vol subordinar, això la distingeix de la posposició existent en altres idiomes, com el basc.
Una preposició encapçala un sintagma preposicional. En determinades llengües aquests sintagmes es marquen amb la declinació dels noms o adjectius. Una locució preposicional és un grup de paraules que funciona com una preposició.
En els idiomes que usen preposicions aquestes acostumen a ser regides, és a dir, cada element lèxic selecciona una determinada preposició. S'acostuma a dir que les preposicions són elements buits del lèxic, és a dir, que no tenen significat propi sinó que només uneixen elements. Això no és del tot cert, perquè sí que s'hi pot detectar una càrrega semàntica, si bé aquesta és més petita que la dels elements lèxics anomenats plens.

## En català
Les preposicions catalanes venen en la majoria dels casos del llatí, on eren paraules plenes o prefixos. Les preposicions catalanes són les següents:
- Preposicions febles (sense accent tònic): a, amb, de, en, per, per a.
- Preposicions simples: contra, devers, entre, envers, fins, malgrat, segons, sense, sobre, sota, ultra, vers.
- Preposicions compostes: cap a, des de, des que, fins a.
- Altres (provinents d'adverbis, gerundis o participis): a causa de, a favor de, durant, en contra de, etc.

Algunes paraules com ara els adverbis funcionen com a preposicions si es col·loquen en el seu lloc, per exemple darrere. El mateix passa amb determinades formes no personals del verb, com ara durant.
Les preposicions poden formar contraccions amb els articles determinats, per exemple: al, als, del, dels, pel, pels. Altres contraccions, com cal o can, provenen de grups lèxics més complexos.

## Les locucions prepositives
Una locució prepositiva és una expressió que consta de dues o més paraules i que equival a una preposició en sentit propi. Els components d'una locució són inseparables i es presenten sempre en el mateix ordre. Vet aquí alguns exemples:
- a propòsit de = sobre
- amb la intenció de = per a
- en companyia de = amb
- a les espatlles de = darrere de
- a causa de = per

## Preposicions àtones
Les preposicions àtones són a, en, amb, de, per i la preposició composta per a. Aquestes preposicions les anomenem àtones perquè són monosíl·labs sense accent; en molts parlars es pronuncien amb la vocal neutra [ə], [ən], [əm(b)], [də], [pər]. Utilitzem les preposicions àtones per introduir informacions de temps, lloc, manera, instrument, companyia, mitjà, causa i destinació, entre d'altres.